# نوکاردیا آستروئیدس
نوکاردیا آستروئیدس گونه ای از باکتری نوکاردیا است. این باکتری می‌تواند باعث بیماری نوکاردیوز شود. بیماری ریوی شدیدی که در افراد دارای نقص ایمنی رخ می‌دهد.
آزمایش‌های بوم‌شناسی فضایی نشان داده‌اند که نوکاردیا آستروئیدس می‌تواند در ماده ای مغذی حاوی پودری از باقی مانده شاب سنگ meteorite به همراه آب و هوای زمین، رشد کند.